# Raspita
La raspita es un mineral de la clase de los minerales óxidos, y dentro de esta pertenece al llamado “grupo de la scheelita”. Fue descubierta en 1897 en una mina de la localidad de Broken Hill, en Nueva Gales del Sur (Australia), siendo nombrada así en honor de Charles Rasp, prospector de minas germano-australiano.

## Características químicas
Es un wolframato anhidro simple de plomo. El grupo de la scheelita (CaWO4) al que pertenece son molibdatos y wolframatos tetragonales o similares. Es dimorfo de la stolzita, de igual fórmula pero del sistema cristalino tetragonal. Se transforma en stolzita cuando se calienta por encima de 410 °C.

## Formación y yacimientos
Es un mineral raro, que se forma como secundario en la zona de oxidación de los yacimientos con metales hidrotermales conteniendo wolframio.
Suele encontrarse asociado a otros minerales como: stolzita, yttrotungstita, alumotungstita, cuprotungstita o ferritungstita.

## Usos
Puede ser extraído en las minas como mena del importante wolframio.